# Giữa hai bờ thiện ác
Giữa hai bờ thiện ác là một bộ phim truyền hình được thực hiện bởi Nghiệp Thắng Film do Châu Huế làm đạo diễn. Phim phát sóng vào lúc 20h00 từ thứ 2 đến thứ 7 hàng tuần bắt đầu từ ngày 14 tháng 6 năm 2019 và kết thúc vào ngày 18 tháng 7 năm 2019 trên kênh THVL1.
Tại thời điểm phát sóng, bộ phim đã đạt thứ hạng cao nhất là đứng đầu bảng xếp hạng lượng người xem ở hai khu vực đông dân Cần Thơ và Thành phố Hồ Chí Minh và được ghi nhận thu hút nhiều lượt xem suốt nhiều tuần liên tiếp trên nền tảng THVLi.

## Nội dung
Giữa hai bờ thiện ác xoay quanh hành trình đi tìm lẽ sống của chàng trai trẻ liên tiếp vướng vào những cạm bẫy, vùng vẫy giữa thiện và ác. Ở xóm chợ, Sách (Hiếu Nguyễn) được biết đến như một chàng thanh niên khỏe mạnh, hiền lành và là người làm công cần mẫn, thật thà nhất của ông chủ tiệm vàng Kim Báu. Thậm chí vẻ lực điền, chất phác của Sách đã khiến cô con gái của ông chủ tiệm vàng đem lòng yêu thương.

## Diễn viên
- Hiếu Nguyễn trong vai Sách
- Thủy Phạm trong vai Lệ Lệ
- Khương Thịnh trong vai Tư Vịnh
- Ngọc Thuận trong vai Thanh Sơn
- Văn Phượng trong vai Út Khanh
- Lý Hùng trong vai Lê Điền
- Mai Huỳnh trong vai Sáu Hoàng
- Quý Dũng trong vai Ông Khiêm
- Lý Hương trong vai Kiều Hoa[7]
- Huỳnh Trường Thịnh trong vai Nguyễn Tú

Cùng một số diễn viên khác....

## Ca khúc trong phim
Bài hát trong phim là ca khúc "Đâu những giấc mơ" do Vũ Khắc Tuận sáng tác và Nguyễn Phú Cường thể hiện.